# Ручейское
Ручейское, также Косиловское — озеро в северо-западной части Тверской области, расположенное на территории Торопецкого района. Принадлежит бассейну Невы.

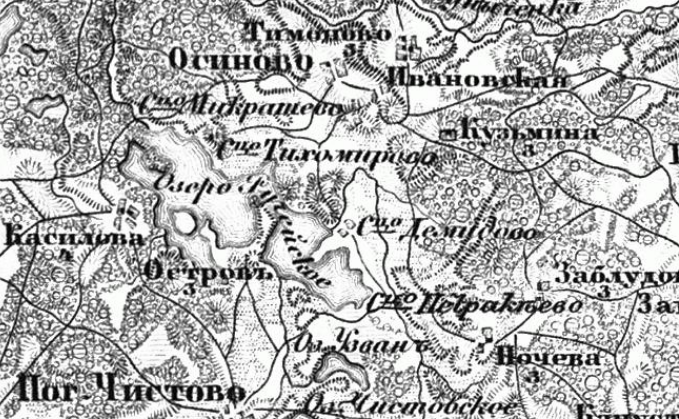
Озеро на карте XIX века

Озеро расположено на северо-востоке района, в 25 км к северу от районного центра, города Торопец. Лежит на высоте 179,9 метров. Озеро имеет неправильную форму, состоит из двух основных плёсов. Площадь водной поверхности — 1,2 км². На северо-востоке в озеро впадает река Саминка, на юге — безымянный ручей. Из северо-западной части озера вытекает река Лунка, приток Серёжи. Площадь водосбора озера — 20,8 км².

## Данные водного реестра
По данным государственного водного реестра России относится к Балтийскому бассейновому округу, водохозяйственный участок реки — Ловать и Пола, речной подбассейн реки — Волхов. Относится к речному бассейну реки Нева (включая бассейны рек Онежского и Ладожского озера).
- Код объекта в государственном водном реестре — 01040200311102000023828
- Код по гидрологической изученности — 202002382
- Номер тома по ГИ — 2
- Выпуск по ГИ — 0[5].